# فهرست آثار کیت بلانشت

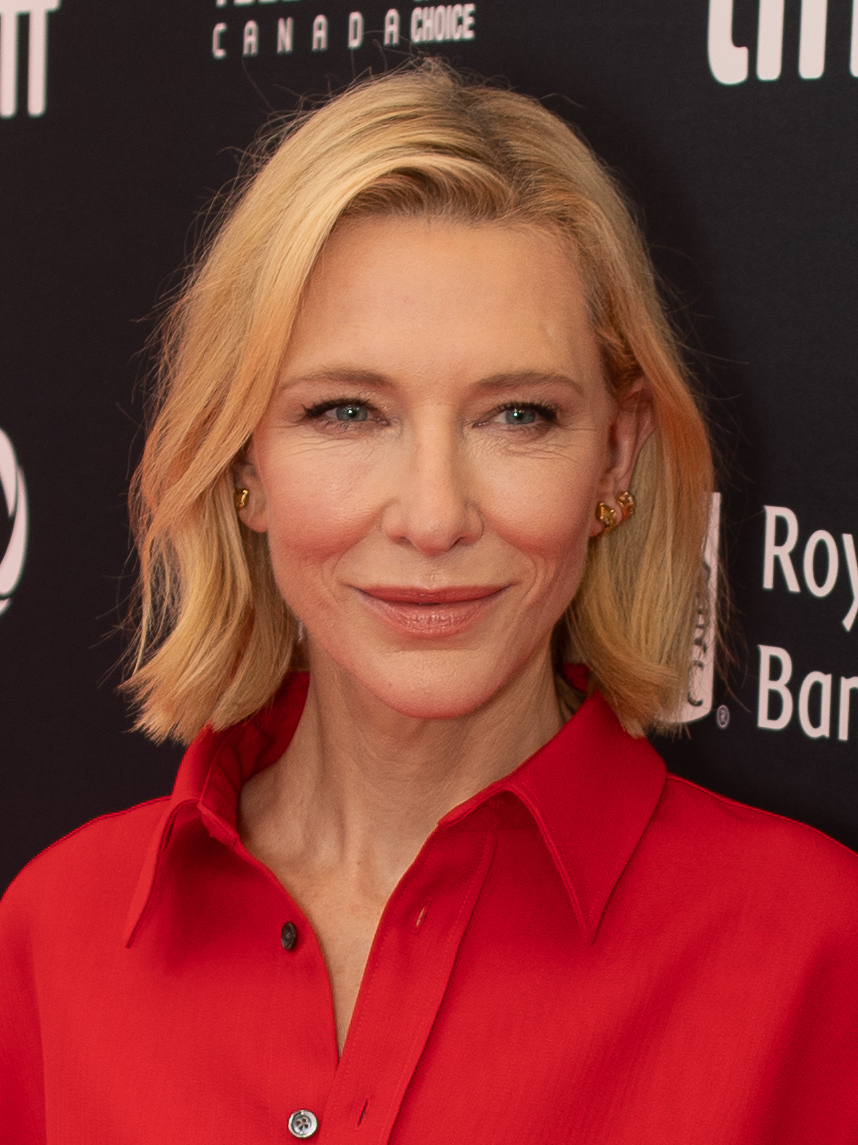
بلانشت در جشنواره بین‌المللی فیلم تورنتو ۲۰۲۴

کیت بلانشت بازیگر استرالیایی است که در سینما، تلویزیون و تئاتر حضور داشته است. اولین نقش اصلی بلانشت در تلویزیون، در سال ۱۹۹۴ در سریال هارتلند بود. در سال ۱۹۹۷ او اولین فیلم بلند خود را در یک نقش مکمل در درام جاده بهشت بازی کرد. در همان سال، او اولین نقش اصلی خود را در اسکار و لوسیندا ایفا کرد که برای آن نامزد جایزهٔ بهترین بازیگر زن از آکادمی هنرهای سینمایی و تلویزیونی استرالیا شد. در سال ۱۹۹۸ بلانشت برای بازی در نقش ملکه الیزابت یکم در فیلم درام تحسین‌شدهٔ الیزابت مورد توجه جهانی قرار گرفت و برای بازی در آن، جایزهٔ گلدن گلوب و جایزهٔ بفتا دریافت کرد و نامزد جایزه اسکار شد.
بلانشت با به تصویر کشیدن گالادریل در سه‌گانهٔ فانتزی حماسی ارباب حلقه‌ها (۲۰۰۱–۲۰۰۳) ساختهٔ پیتر جکسون به موفقیت رسید. او در سال ۲۰۰۴ برای ایفای نقش کاترین هپبورن در درام هوانورد ساختهٔ مارتین اسکورسیزی، برندهٔ جایزه اسکار بهترین بازیگر نقش مکمل زن شد که او را تبدیل به تنها بازیگری کرد که برای ایفای نقش یک بازیگر دیگر، برندهٔ اسکار شده است. سال ۲۰۰۵ او برای بازی در فیلم استرالیایی ماهی کوچک، برندهٔ جایزه اکتا شد. در سال ۲۰۰۶، نقش‌آفرینی بلانشت در فیلم هیجان‌انگیز یادداشت‌هایی بر یک رسوایی برای او نامزدی جایزه اسکار بهترین بازیگر نقش مکمل زن را به ارمغان آورد. در سال ۲۰۰۷ او دو نامزدی اسکار در رشته‌های بهترین بازیگر نقش اول زن و بهترین بازیگر نقش مکمل زن را برای نقش‌هایش در الیزابت: عصر طلایی و من آنجا نیستم دریافت کرد و یکی از معدود بازیگرانی شد که به این موفقیت دست یافته است.
در سال ۲۰۰۸ بلانشت در اکشن ماجراجویی ایندیانا جونز و قلمرو جمجمه بلورین ساختهٔ استیون اسپیلبرگ و درام فانتزی مورد عجیب بنجامین باتن ساختهٔ دیوید فینچر ظاهر شد. او نقش خود را به عنوان گالادریل در سه‌گانهٔ هابیت (۲۰۱۲–۲۰۱۴) تکرار کرد. بلانشت برای ایفای‌نقش در درام جاسمین غمگین (۲۰۱۳) ساختهٔ وودی آلن، برندهٔ جایزه گلدن گلوب، جایزه بفتا، جایزه اجمن بازیگران فیلم و جایزه اسکار بهترین بازیگر زن شد. او در انیمیشن فانتزی چگونه اژدهای خود را تربیت کنیم ۲ (۲۰۱۴) و دنبالهٔ آن چگونه اژدهای خود را تربیت کنیم: دنیای پنهان (۲۰۱۹) صداپیشگی والکا را بر عهده داشت. او همچنین برای بازی در نقش زنی همجنس‌گرا در درام عاشقانهٔ کارول و بازی در نقش رهبر ارکستر در درام روان‌شناختی تار (۲۰۲۲) مورد تحسین قرار گرفت. فیلم فانتزی سیندرلا (۲۰۱۵)، ابرقهرمانی ثور: رگناروک (۲۰۱۷) و سرقت هشت یار اوشن (۲۰۱۸) با بازی او، فروش بالایی در گیشه داشتند. در تلویزیون، بلانشت بابت به تصویر کشیدن فیلیس شلفلی در مینی‌سریال خانم آمریکا (۲۰۲۰) مورد تحسین قرار گرفت.

## فیلم
| Films that have not yet been released. | نشان‌دهندهٔ فیلم‌هایی است که هنوز منتشر نشده‌اند |

| سال  | عنوان                                       | نقش                    | توضیحات                      | منا.   |
| ---- | ------------------------------------------- | ---------------------- | ---------------------------- | ------ |
| ۱۹۹۰ | کابوریا                                     | تشویق‌کنندهٔ آمریکایی    | فیلم مصری                    | [ ۱۴ ] |
| ۱۹۹۶ | پارک‌ها                                      | رزی                    | فیلم کوتاه                   | [ ۱۵ ] |
| ۱۹۹۷ | جاده بهشت                                   | سوزان مکارتی           |                              | [ ۱۶ ] |
| ۱۹۹۷ | خداروشکر که او لیزا را ملاقت کرد            | لیزی                   |                              | [ ۱۷ ] |
| ۱۹۹۷ | اسکار و لوسیندا                             | لوسیندا لپلاستریر      |                              | [ ۱۸ ] |
| ۱۹۹۸ | الیزابت                                     | الیزابت یکم            |                              | [ ۱۹ ] |
| ۱۹۹۹ | شوهر ایده‌آل                                 | بانو گرترود چیلترن     |                              | [ ۲۰ ] |
| ۱۹۹۹ | بنگرز                                       | جولی-آن                | فیلم کوتاه؛ همچنین تهیه‌کننده | [ ۲۱ ] |
| ۱۹۹۹ | چپاندن قوطی‌حلبی                             | کانی فالزون            |                              | [ ۲۲ ] |
| ۱۹۹۹ | چشمان کاملاً بسته                            | زن مرموز (صدا)         | حضور افتخاری                 | [ ۲۳ ] |
| ۱۹۹۹ | آقای ریپلی بااستعداد                        | مردیت لوگ              |                              | [ ۲۴ ] |
| ۲۰۰۰ | هدیه                                        | آنابل «آنی» ویلسون     |                              | [ ۲۵ ] |
| ۲۰۰۰ | مردی که گریست                               | لولا                   |                              | [ ۲۶ ] |
| ۲۰۰۱ | اخبار کشتیرانی                              | پتل کوئیل              |                              | [ ۲۷ ] |
| ۲۰۰۱ | شارلوت گری                                  | شارلوت گری             |                              | [ ۲۸ ] |
| ۲۰۰۱ | راهزنان                                     | کیت ویلر               |                              | [ ۲۹ ] |
| ۲۰۰۱ | ارباب حلقه‌ها: یاران حلقه                    | گالادریل               |                              | [ ۳۰ ] |
| ۲۰۰۲ | ارباب حلقه‌ها: دو برج                        | گالادریل               |                              | [ ۳۱ ] |
| ۲۰۰۲ | بهشت                                        | فیلیپا                 |                              | [ ۳۲ ] |
| ۲۰۰۳ | قهوه و سیگار                                | خودش / شلی             | بلانشت ۲ نقش را ایفا کرد.    | [ ۳۳ ] |
| ۲۰۰۳ | ورونیکا گرن                                 | ورونیکا گورین          |                              | [ ۳۴ ] |
| ۲۰۰۳ | گم‌شده                                       | مگدالنا «مگی» گیلکسون  |                              | [ ۳۵ ] |
| ۲۰۰۳ | ارباب حلقه‌ها: بازگشت پادشاه                 | گالادریل               |                              | [ ۳۶ ] |
| ۲۰۰۴ | زندگی در آب با استیو زیسو                   | جین وینزلت-ریچاردسون   |                              | [ ۳۷ ] |
| ۲۰۰۴ | هوانورد                                     | کاترین هپبورن          |                              | [ ۳۸ ] |
| ۲۰۰۵ | ماهی کوچک                                   | تریسی هارت             |                              | [ ۳۹ ] |
| ۲۰۰۶ | بابل                                        | سوزان جونز             |                              | [ ۴۰ ] |
| ۲۰۰۶ | آلمانی خوب                                  | لینا برانت             |                              | [ ۴۱ ] |
| ۲۰۰۶ | یادداشت‌هایی بر یک رسوایی                    | شیبا هارت              |                              | [ ۴۲ ] |
| ۲۰۰۷ | پلیس خفن                                    | جنین                   | حضور افتخاری ذکرنشده         | [ ۴۳ ] |
| ۲۰۰۷ | در کمپانی بازیگران                          | خودش                   | فیلم مستند                   | [ ۴۴ ] |
| ۲۰۰۷ | الیزابت: دوران طلایی                        | ملکه الیزابت یکم       |                              | [ ۴۵ ] |
| ۲۰۰۷ | من آنجا نیستم                               | جود کوئین (باب دیلن)   |                              | [ ۴۶ ] |
| ۲۰۰۸ | ایندیانا جونز و قلمرو جمجمه بلورین          | آیرینا اسپالکو         |                              | [ ۴۷ ] |
| ۲۰۰۸ | مورد عجیب بنجامین باتن                      | دیزی فولر              |                              | [ ۴۸ ] |
| ۲۰۰۸ | پونیو روی صخره کنار دریا                    | گرانماماره (صدا)       | دوبلهٔ انگلیسی                | [ ۴۹ ] |
| ۲۰۱۰ | رابین هود                                   | دوشیزه ماریان          |                              | [ ۵۰ ] |
| ۲۰۱۱ | هانا                                        | ماریسا ویگلر           |                              | [ ۵۱ ] |
| ۲۰۱۲ | هابیت: یک سفر غیرمنتظره                     | گالادریل               |                              | [ ۵۲ ] |
| ۲۰۱۲ | دم احتیاطی                                  | راوی (صدا)             | فیلم کوتاه                   | [ ۵۳ ] |
| ۲۰۱۳ | خیزش دختران                                 | راوی (صدا)             | مستند                        | [ ۵۴ ] |
| ۲۰۱۳ | سفر به اقیانوس آرام جنوبی                   | راوی (صدا)             | مستند                        | [ ۵۵ ] |
| ۲۰۱۳ | جاسمین غمگین                                | ژنت «جاسمین» فرانسیس   |                              | [ ۵۶ ] |
| ۲۰۱۳ | چرخش                                        | گیل لنگ                |                              | [ ۵۷ ] |
| ۲۰۱۳ | ماجرای گالاپاگوس                            | دور استراچ (صدا)       | مستند                        | [ ۵۸ ] |
| ۲۰۱۳ | هابیت: برهوت اسماگ                          | گالادریل               |                              | [ ۵۹ ] |
| ۲۰۱۴ | مردان آثار ماندگار                          | کلر سیمون              |                              | [ ۶۰ ] |
| ۲۰۱۴ | چگونه اژدهای خود را تربیت کنیم ۲            | والکا (صدا)            |                              | [ ۶۱ ] |
| ۲۰۱۴ | هابیت: نبرد پنج سپاه                        | گالادریل               |                              | [ ۶۲ ] |
| ۲۰۱۵ | شوالیه جام‌ها                                | نانسی                  |                              | [ ۶۳ ] |
| ۲۰۱۵ | سیندرلا                                     | خانم ترمین             |                              | [ ۶۴ ] |
| ۲۰۱۵ | کارول                                       | کارول ایرد             | همچنین مدیر اجرایی تولید     | [ ۶۵ ] |
| ۲۰۱۵ | حقیقت                                       | مری میپس               |                              | [ ۶۶ ] |
| ۲۰۱۵ | مانیفست                                     | گوناگون                | بلانشت ۱۳ نقش را ایفا کرد.   | [ ۶۷ ] |
| ۲۰۱۶ | سفر زمان                                    | گوینده                 | مستند                        | [ ۶۸ ] |
| ۲۰۱۷ | سرخ                                         | مادر                   | فیلم کوتاه                   | [ ۶۹ ] |
| ۲۰۱۷ | ترانه به ترانه                              | آماندا                 |                              | [ ۷۰ ] |
| ۲۰۱۷ | ثور: رگناروک                                | هلا                    |                              | [ ۷۱ ] |
| ۲۰۱۸ | هشت یار اوشن                                | لو                     |                              | [ ۷۲ ] |
| ۲۰۱۸ | خانه‌ای با ساعتی درون دیوارهایش              | فلورانس زیمرمن         |                              | [ ۷۳ ] |
| ۲۰۱۸ | موگلی: افسانه جنگل                          | کا (صدا)               |                              | [ ۷۴ ] |
| ۲۰۱۹ | چگونه اژدهای خود را تربیت کنیم: دنیای پنهان | والکا (صدا)            |                              | [ ۷۵ ] |
| ۲۰۱۹ | کجا رفتی برنادت                             | برنادت فاکس            |                              | [ ۷۶ ] |
| ۲۰۱۹ | شیرینی‌دوست                                  | راوی (صدا)             | فیلم کوتاه                   | [ ۷۷ ] |
| ۲۰۲۱ | بالا رو نگاه نکن                            | بری ایوانتی            |                              | [ ۷۸ ] |
| ۲۰۲۱ | کوچه کابوس                                  | دکتر لیلیت ریتر        |                              | [ ۷۹ ] |
| ۲۰۲۲ | تار                                         | لیدیا تار              |                              | [ ۸۰ ] |
| ۲۰۲۲ | پینوکیوی گیرمو دل تورو                      | سپتازاتورا میمون (صدا) |                              | [ ۸۱ ] |
| ۲۰۲۲ | مدرسه‌ای برای خوب‌ها و بدها                   | استوریان (صدا)         |                              | [ ۸۲ ] |
| ۲۰۲۳ | پسر جدید                                    | سیستر ایلین            | همچنین تهیه‌کننده             | [ ۸۳ ] |
| ۲۰۲۳ | سرخوشی                                      | تایگر (صداپیشه)        |                              | [ ۸۴ ] |
| ۲۰۲۴ | شایعه‌ها                                     | هیلدا اورتمن           |                              | [ ۸۵ ] |
| ۲۰۲۴ | سرزمین‌های مرزی                              | لیلیث                  |                              | [ ۸۶ ] |
| ۲۰۲۵ | کیف سیاه                                    | کاترین سنت ژان         |                              | [ ۸۷ ] |
| ۲۰۲۵ | پدر، مادر، خواهر، برادر                     |                        |                              | [ ۸۸ ] |

## تلویزیون
| سال       | عنوان                           | نقش                    | توضیحات                                       | منا.                    |
| --------- | ------------------------------- | ---------------------- | --------------------------------------------- | ----------------------- |
| ۱۹۹۳      | نجات پلیس                       | خانم هاینز             | قسمت: «پسر لود شده»                           | [ ۸۹ ]                  |
| ۱۹۹۴      | نجات پلیس                       | ویویان                 | فیلم تلویزیونی                                |                         |
| ۱۹۹۴      | هارت‌لند                         | الیزابت اشتون          | قسمت ۱۲                                       | [ ۹۰ ]                  |
| ۱۹۹۴      | جی. پی                          | جانی موریس             | قسمت: «انتخاب طبیعی»                          | [ ۹۱ ]                  |
| ۱۹۹۵      | شهر مرزی                        | بیانکا                 | قسمت ۱۰                                       | [ ۹۲ ] [ ۹۳ ]           |
| ۲۰۱۲      | فمیلی گای                       | پنه‌لوپه (صدا)          | قسمت: «آقا و خانم اسوی»                       | [ ۹۴ ]                  |
| ۲۰۱۲      | فمیلی گای                       | ملکه الیزابت یکم (صدا) |                                               | [ ۹۵ ]                  |
| ۲۰۱۴      | راک                             | کلاریس گرین            | قسمت ۳                                        | [ ۹۶ ] [ ۹۷ ]           |
| ۲۰۱۹ ۲۰۲۲ | حالا مستند!                     | ایزابلا بارتا          | قسمت: «در انتظار هنرمند»                      | [ ۹۸ ]                  |
| ۲۰۱۹ ۲۰۲۲ | حالا مستند!                     | آلیس                   | قسمت: «در آرایشگر در باگلی‌بورت»               | [ ۹۹ ]                  |
| ۲۰۲۰      | بی‌تابعیت                        | پت مستر                | قسمت ۶؛ همچنین تهیه‌کننده و مدیر اجرایی تولید  | [ ۱۰۰ ]                 |
| ۲۰۲۰      | خانم آمریکا                     | فیلیس شلفلی            | قسمت ۹؛ همچنین مدیر اجرایی تولید              | [ ۱۰۱ ]                 |
| ۲۰۲۰      | سیمپسون‌ها                       | الین ولف (صدا)         | قسمت: «مسیر سگ»                               | [ ۱۰۲ ] [ ۱۰۳ ]         |
| ۲۰۲۰      | خانگی                           | راوی (صدا)             |                                               | [ ۱۰۴ ]                 |
| ۲۰۲۱      | صحنه‌سازی‌شده                     | کیت بلانشت             |                                               | [ ۱۰۵ ] [ ۱۰۶ ]         |
| ۲۰۲۲      | اکراین: زندگی تحت حمله: اعزام‌ها | راوی (صدا)             | مستند؛ همچنین مدیر اجرایی تولید               | [ ۱۰۷ ]                 |
| ۲۰۲۳      | چه می‌شود اگر… ؟                 | هلا (صدا)              | قسمت ۳                                        | [ ۱۰۸ ]                 |
| ۲۰۲۴      | سلب مسئولیت                     | کاترین ریونسکرافت      | نقش اصلی؛ مینی‌سریال؛ همچنین مدیر اجرایی تولید | [ ۱۰۹ ] [ ۱۱۰ ] [ ۱۱۱ ] |
| ۲۰۲۴      | کارفرما استرالیا                | خودش (کامئو)           | فصل ۳، صدای آسمانی ریس نیکلسون                | [ ۱۱۲ ]                 |
| ۲۰۲۵      | بازی مرکب                       | گزینش‌گر                | قسمت: «انسان‌ها هستند…»                        | [ ۱۱۳ ]                 |

## تئاتر
| سال       | تولید                                     | نقش                    | نمایشنامه‌نویس | مکان                                                                         | منا.    |
| --------- | ----------------------------------------- | ---------------------- | ------------- | ---------------------------------------------------------------------------- | ------- |
| ۱۹۹۲      | الکترا                                    | الکترا                 | سوفوکل        | مؤسسه ملی هنرهای دراماتیک                                                    | [ ۱۱۴ ] |
| ۱۹۹۲      | دختران برتر                               | بیمار گریزلدا/نِل/جینین | کاریل چرچیل   | شرکت تئاتر سیندی                                                             | [ ۱۱۵ ] |
| ۱۹۹۳      | رقص کافکا                                 | عروس/فلیس              | تیموتی دالی   | شرکت تئاتر گریفین/ شرکت تئاتر سیندی                                          | [ ۱۱۵ ] |
| ۱۹۹۳      | اولئانا                                   | کارول                  | دیوید ممت     | شرکت تئاتر سیندی                                                             | [ ۱۱۶ ] |
| ۱۹۹۴      | هملت                                      | اوفلیا                 | ویلیام شکسپیر | تئاتر سنت بلوار                                                              | [ ۱۱۵ ] |
| ۱۹۹۵      | فیبی شیرین                                | هلِن                    | مایکل گو      | شرکت تئاتر سیندی/ تئاتر وارهاوس                                              | [ ۱۱۶ ] |
| ۱۹۹۵      | طوفان                                     | میراندا                | ویلیام شکسپیر | تئاتر سنت بلوار                                                              | [ ۱۱۵ ] |
| ۱۹۹۵      | غول کور درحال رقصیدن است                  | رز دریپر               | استیون سیول   | تئاتر سنت بلوار                                                              | [ ۱۱۷ ] |
| ۱۹۹۷      | مرغ دریایی                                | نینا                   | آنتون چخوف    | تئاتر سنت بلوار                                                              | [ ۱۱۵ ] |
| ۱۹۹۹      | فراوان                                    | سوزان تراهرهن          | دیوید هر      | تئاتر آلمیدا / تئاتر نوئل کاوارد                                             | [ ۱۱۸ ] |
| ۱۹۹۹      | تک‌گویی‌های واژن                            | مجری                   | ایو انسلر     | اولد ویک، وی-دی مرحلهٔ خواندن.                                                | [ ۱۱۹ ] |
| ۲۰۰۴      | هدا گابلر                                 | هدا گابلر              | هنریک ایبسن   | شرکت تئاتر سیندی/ آکادمی موسیقی بروکلین                                      | [ ۱۱۶ ] |
| ۲۰۰۶−۲۰۰۷ | یک نوع آلاسکا                             | —                      | هارولد پینتر  | شرکت تئاتر سیندی؛ فقط کارگردان                                               | [ ۱۲۰ ] |
| ۲۰۰۷−۲۰۰۸ | سیه‌پر                                     | —                      | دیوید هارور   | شرکت تئاتر سیندی؛ فقط کارگردان                                               | [ ۱۲۱ ] |
| ۲۰۰۸      | سیه‌پر                                     | —                      | دیوید هارور   | جشنواره هنر نیوزیلند / جشنواره روهر                                          | [ ۱۲۲ ] |
| ۲۰۰۹      | جنگ رزها                                  | ریچارد دوم/بانو آنه    | ویلیام شکسپیر | شرکت تئاتر سیندی / جشنواره سیدنی                                             | [ ۱۱۶ ] |
| ۲۰۰۹      | اتوبوسی به نام هوس                        | بلانچ دوبوآ            | تنسی ویلیامز  | شرکت تئاتر سیندی / مرکز هنرهای نمایشی جان اف کندی / آکادمی موسیقی بروکلین    | [ ۱۲۳ ] |
| ۲۰۱۱      | دایی وانیا                                | یلنا                   | آنتون چخوف    | شرکت تئاتر سیندی                                                             | [ ۱۲۴ ] |
| ۲۰۱۱      | دایی وانیا                                | یلنا                   | آنتون چخوف    | مرکز هنرهای نمایشی جان اف کندی / جشنوارهٔ مرکز هنرهای نمایشی لینکلن           | [ ۱۲۵ ] |
| ۲۰۱۱−۲۰۱۲ | گروس و کلاین                              | لوته                   | بوثو استراس   | شرکت تئاتر سیندی / مرکز باربیکان / تماشاخانه شهر، جشنواره وین/ جشنواره روهر. | [ ۱۱۶ ] |
| ۲۰۱۳      | کلفت‌ها                                    | کلر                    | ژان ژنه       | شرکت تئاتر سیندی                                                             | [ ۱۱۶ ] |
| ۲۰۱۴      | کلفت‌ها                                    | کلر                    | ژان ژنه       | جشنواره مرکز هنرهای نمایشی لینکلن نیویورک سیتی سنتر                          | [ ۱۲۶ ] |
| ۲۰۱۵      | اکنون                                     | آنا پترونا             | آنتون چخوف    | شرکت تئاتر سیندی                                                             | [ ۱۲۷ ] |
| ۲۰۱۷      | اکنون                                     | آنا پترونا             | آنتون چخوف    | تئاتر اثل بریمور، تئاتر برادوی                                               | [ ۱۲۸ ] |
| ۲۰۱۹      | وقتی به اندازهٔ کافی یکدیگر را شکنجه کردیم | زن                     | مارتین کریمپ  | تئاتر دورفمن، تئاتر ملی سلطنتی                                               | [ ۱۲۹ ] |
| ۲۰۲۵      | مرغ دریایی                                | آرکادینا               | آنتون چخوف    | تئاتر باربیکان                                                               | [ ۱۳۰ ] |

## موزیک ویدئو
| سال  | عنوان                           | اجراکننده | منا.    |
| ---- | ------------------------------- | --------- | ------- |
| ۲۰۱۶ | غنایم                           | مسیو اتک  | [ ۱۳۱ ] |
| ۲۰۱۶ | دختری درحال گریه کردن در لاته‌اش | اسپارکس   | [ ۱۳۲ ] |